# ¿Jura decir la verdad?

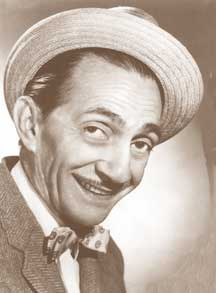
El Trespatines de Leopoldo Fernández trascendió, convirtiéndose en un paradigma del humor latinoamericano.

¿Jura decir la verdad? es un programa humorístico de la televisión cubana, creado a partir de La tremenda corte, y a modo de homenaje a este.
En Cuba permaneció prohibida la transmisión y referencia al mencionado show radial (posteriormente también televisivo, en México principalmente), debido a las políticas de marginación con respecto a los artistas que abandonaban la isla luego del triunfo de la revolución en 1959, en este caso figuras como Leopoldo Fernández y Aníbal de Mar, entre otros, y aún a pesar de que su creador, el guionista español Cástor Vispo, permaneciera en la isla hasta su muerte. Las generaciones más jóvenes solo tuvieron contacto con dicho programa a través de la emisora norteamericana Radio Martí, dirigida hacia la isla como parte de una política de desestabilización de la Voz de las Américas y el gobierno estadounidense contra el gobierno cubano de Fidel Castro.
En el año 2001 aparece el programa Jura decir la verdad creado por Ulises Toirac, luego del intento fallido de realizar un remake más directo de La tremenda corte que fue negado por los directivos de la televisión nacional. Ya en el 1998 esos mismos creadores habían conseguido insertar un sketch con los mismos personajes, en el programa ¿Y tú de qué te ríes?, también a modo de homenaje, pero no fue posible concretarlo más tarde en un programa habitual.
Al aparecer Jura decir la verdad], los personajes de La tremenda corte también variaron. Se mantuvieron el Señor Juez y el Secretario, pero los personajes demandantes fueron sustituidos por otros nuevos y de características diferentes. El personaje Trespatines, aunque mantuvo muchas características, tanto físicas como referenciales, cambió su nombre por Chivichana, una analogía al nombre original, puesto que en Cuba, una chivichana es una patineta rústica que en su forma más sencilla utiliza tres patines, usada por los niños para jugar.
El show, que mantuvo su contexto de la época republicana, aunque poco a poco fue ganando en lazos con la realidad contemporánea cubana, comenzó con una duración de quince minutos, y en su mayor parte en blanco y negro, o más bien, sepia, un estilo visual que fue cambiado al color luego de los primeros sondeos de opinión. Al comienzo, teniendo de escritor y guionista principal a Otto Ortiz, y con solo 15 minutos en el aire, el show no tuvo la aceptación esperada, pero más tarde, tras la incorporación al elenco del actor y guionista Baudilio Espinosa (Profesor Pepe Rillo), y ya con treinta minutos de duración, siguiendo una estricta política de acercamiento a las preferencias del público cubano, fue ganando en aceptación hasta colocarse como el más popular entre todos los programas humorísticos cubanos.
Varias veces votado como el programa más popular de toda la televisión, y con diferentes premios en el Festival Nacional de la Televisión y en los Premios Caracol, y los premios Caricatos, de la UNEAC (Unión Nacional de Escritores y Artistas de Cuba).

## Equipo de realización
- Dirección: Ulises Toirac.
- Co-Dirección: Gustavo Fernández Larrea.
- Producción: Argentina Estévez.
- Asesora: Nelia Casado.

## Guionistas
- Otto Ortiz
- Baudilio Espinosa
- Gustavo Fernández Larrea
- Ulises Toirac
- Aleanys Jáuregui
- Ahmed Otero
- Wichy García
- Telo

Y otros colaboradores entre los que a menudo figuran muchos de los propios actores del programa.

## Elenco original

### Protagonistas
- Chivichana: Ulises Toirac.
- Señor Juez: Hilario Peña.
- Secretario: Geonel (Gustavito) Martín.

### Coprotagónicos
- Amado Fiel del Toro: Alexei Rivera.
- Marieta Pozo Alegre: Carmen Daysi.
- Profesor Pepe Rillo: Baudilio Espinosa.
- Cuqui La Mora: Aleanys Jáuregui.

## Elenco posterior
- Cabo Pantera: Ángel Ramis. Este personaje ―que antes solo había sido un personaje mencionado― apareció a mediados de la segunda temporada, y luego ascendido a sargento. Prendió rápidamente en el público, sobre todo por la rivalidad de chistes improvisados que establecía con Ulises Toirac.
- Rikimbili: Carlos Vázquez. Este personaje aparecía eventualmente, pero quedó como habitual en el elenco, también gracias a su indiscutible vis cómica.
- Lissette Tamaño del Busto: Zajaris Fernández, la segunda esposa de Amado Fiel del Toro. Fue incorporada al programa en el 2007, debido a que la actriz Carmen Daysi (que hacía de Marieta, la primera esposa de Amado Fiel del Toro) emigró de Cuba.

## Otras referencias
El programa ha tenido como invitados a un incontable número de primeros actores cubanos, e incluso extranjeros como el argentino Guillermo Francella, en calidad de demandantes ocasionales, y también ha incorporado figuras reconocidas no actores, como los campeones deportivos Javier Sotomayor, Débora Andollo, y músicos como David Calzado (director de la Charanga habanera).
En el año 2004 se realizó el telefilme Chivichana, la película, escrito por Wichy García, dirigido por Ulises Toirac y Gustavo Fernández Larrea, y con una desigual aceptación del público y la crítica, a partir del cambio de códigos que lo diferenciaban del show habitual de la televisión.
Del formato original de La tremenda corte, se han mantenido códigos como la utilización recurrente de Mamita (madre de Chivichana, personaje referido), la seguidilla (recurso usado por Castor Vispo en el cual Trespatines ensartaba una cadena de vocablos confundidos, uno tras otro), el código de las multas en el marco judicial de los viejos tribunales correccionales, y también la sentencia dicha por el juez al final, en forma de décima.
¿Jura decir la verdad? ha devenido un importante espacio de confrontación de los cubanos con la realidad actual a través del humor y la sátira, abriendo un camino de crítica social nunca antes permitido por las autoridades, y que propició un camino para otros programas y personajes (tales como el Profesor Mentepollo, del show Deja que yo te cuente), en un período de la televisión que muchos consideran hoy como el más contestatario desde el comienzo de la revolución.
Actualmente se transmite por Cubavisión los lunes a las 8:30 p. m., y se retransmite por el canal de satélite Cubavisión Internacional.